# Charybda
Charybda (řecky Χάρυβδις, latinsky Charybdis) je v řeckých bájích mořská obluda, zosobňující nebezpečné víry v Messinské úžině u Sicílie. Doplňují se s obludou z protějšího břehu, Skyllou. Nejstarší báje uvádějí, že je božskou bytostí, její původ však asi není znám.
V nižší skále nedaleko od Skylly žije Charybdis, podmořská obluda, která třikrát za den pohlcuje obrovské množství vody, vypije skoro půl moře, až je vidět mořské dno, a třikrát denně tu vodu zase chrlí ven. Je-li nablízku nějaký koráb, celý zmizí v bezedném chřtánu. Přesto se jeví Charybdis jako poněkud méně nebezpečná než Skylla, protože škodí jenom třikrát denně. Je tedy možné, že koráby v jinou dobu kolem ní proplují.
V řeckých mýtech se pouze dvě lodi ze spárů Skylly a Charybdy dostaly: loď Argonautů, ovšem tam byl ku pomoci celý voj bohů, bohyň z Olympu a mořských bohů. Druhým zachráněným byl Odysseus, při prvním průjezdu mu Skylla vzala šest mužů. Ostatním se podařilo odplout, po několika dnech však přišla hrozná bouře a vichřice, loď rozštípl blesk a zachránil se Odysseus sám na lodním kýlu. Když ráno vyšlo slunce, zjistil, že je zase před Skyllou a Charybda zrovna nasávala vodu. Odysseus se vyšvihl na strom ve skále, a teprve když Charybdis vyvrhla stožár i lodní kýl, sedl na něj a vyvázl.
Ve starověké poezii, zejména římské, je Charybdis chápána jako symbol nenasytnosti a hltavosti, též lakoty. Přísloví její jméno uvádějí jako symbol zkázy až záhuby.